# L'important c'est la rose
L'important c'est la rose est une chanson de Gilbert Bécaud sortie en 1967. Elle a été écrite par Louis Amade et Gilbert Bécaud. C'est un des grands succès de Bécaud. 

## Histoire du titre
Il s'agit en fait d'une mise en musique par Gilbert Becaud d'un poème de Louis Amade paru en 1966 dans L'Éternité + un jour aux Éditions Seghers. La chanson devient un standard en Europe dès sa création.
Louis Amade était un haut-fonctionnaire qui écrivait des chansons et poèmes par ailleurs. Le thème de la chanson est tiré d'une scène observée lors d'une réunion officielle, où un gardien de la paix se montre très attentionné vis-à-vis d'une rose arrachée par inadvertance d'un parterre de fleurs. Louis Amade a rencontré Gilbert Bécaud dès 1952, venu dans son bureau sur une recommandation d'Édith Piaf. Il lui a écrit plusieurs succès. Il a repris et adapté avec lui en chanson, pour ce titre, un poème ancien. Dans ses mémoires, Louis Amade écrit : « je dédie ces quelques souvenirs à un anonyme gardien de la paix de vingt-cinq ans, sportif, souriant, qui sans le savoir a donné naissance à cette minuscule aventure en sauvant une rose perdue… ».
Ni Amade ni Bécaud n'étaient persuadés que cette chanson ait un gros potentiel commercial, mais Bécaud décide de la mettre en avant à la suite de l’accueil du public, au premier concert où il l’interprète. Et ce titre va devenir un tube.

## Versions
- 1967 : Tino Rossi (Columbia ESVF 1082)
- 1967 : Grethe & Jørgen Ingmann en danois gi' mig en rose
- 1967 : Östen Warnerbring en suédois Glöm ej bort det finns rosor
- 1967 : Amália Rodrigues (Columbia ESRF 1872)
- 1967 : Riccardo Del Turco en italien L'importante è la rosa
- 1967 : Vic Dana en anglais Mon amour
- 1967 : Helena Vondráčková en tchèque Ruže kvetou dál
- 1968 : Vince Hill en anglais The Importance of Your Love
- 1968 : Rod McKuen en anglais The Importance of The Rose
- 1969 : Gilbert Bécaud en espagnol Lo importante es la rosa
- 1968 : Mike Durney en anglais The Importance of Your Love
- 1970 : Gilbert Bécaud en japonais Barawa Akogane
- 1970 : Tapio Heinonen en finnois Jossain On Kukka Ruusun
- 1975 : Gilbert Bécaud en anglais The Importance of Your Love
- 1976 : Jane Olivor en anglais L'important c'est la rose
- 1978 : Hildegard Knef en allemand Überall blühen Rosen
- 2010 : Vicky Leandros en allemand  Doch ich seh all die Rosen
- 2012 : Iain Mackenzie en anglais The Importance of Your Love
- 2014 : Alice Dona
- 2018 : Les Philippine Madrigal Singers en anglais pour les couplets et en français pour le refrain.
- 2021 : Julien Clerc

### Parodies
Le 10 novembre 1984, Thierry Le Luron parodie cette chanson lors de l'émission Champs-Élysées sous le titre L'emmerdant, c'est la rose, sur un texte de Bernard Mabille, lui permettant ainsi de moquer François Mitterrand et le pouvoir socialiste en place depuis trois ans, la rose étant l'emblème du parti socialiste français,. C'est resté «un moment de télévision». Cette émission était enregistrée en public et en direct. Ce que Thierry Le Luron ne savait peut-être pas, c'est qu'une bonne partie du public ce jour-là était des soutiens socialistes lillois de Pierre Mauroy. Thierry Le Luron dit en final à Michel Drucker « Merci Michel c’était ta dernière émission ». Ce à quoi celui-ci répond « À samedi… j’espère ! »,.